# Emiel Mellaard
Emiel Remco Mellaard (Spijkenisse, 21 maart 1966) is een Nederlandse voormalige atleet, die gespecialiseerd was in het verspringen. Van 1986 tot 2013 was hij houder van het Nederlandse outdoorrecord. Het indoorrecord staat nog steeds op zijn naam. Hij nam eenmaal deel aan de Olympische Spelen en haalde bij die gelegenheid de finale. 

## Loopbaan
De internationaal meest aansprekende prestatie van Mellaard was diens overwinning tijdens de Europese indoorkampioenschappen in Den Haag in 1989, waar hij met 8,14 m te sterk bleek voor al zijn concurrenten.
Emiel Mellaard was de eerste Nederlander die in 1987 met een sprong van 8,02 de acht meter barrière wist te doorbreken. Daarmee rekende hij tegelijkertijd af met het legendarische record van Henk Visser van 7,98, dat tot dat moment 31 jaar overeind was gebleven, al had Mellaard dit in 1986 al eens geëvenaard.
Zijn beste vertesprong van 8,19 dateert uit juli 1988 en werd geleverd op de atletiekbaan in Groningen. Tot 16 augustus 2013 was dit het nationale record voor buitenbanen. Pas toen werd deze prestatie overtroffen op de wereldkampioenschappen in Moskou door Ignisious Gaisah. Overigens is Emiel Mellaard een van de weinige atleten die zijn allerbeste prestatie in een indoorhal leverde, want in 1989 sprong hij in de Houtrusthallen in Den Haag naar 8,23.
Tegenwoordig is Emiel Mellaard conditietrainer in de Hoofdklasse hockey. In 2008/2009 voor Laren en anno 2025 bij kampioen HC Kampong uit Utrecht.

## Kampioenschappen

### Internationale kampioenschappen
| Onderdeel   | Titel                   | Jaar |
| ----------- | ----------------------- | ---- |
| verspringen | Europees indoorkampioen | 1989 |

### Nederlandse kampioenschappen
Outdoor
| Onderdeel   | Jaar                               |
| ----------- | ---------------------------------- |
| 100 m       | 1989                               |
| verspringen | 1984, 1985, 1986, 1987, 1988, 1991 |

Indoor
| Onderdeel   | Jaar       |
| ----------- | ---------- |
| 60 m        | 1987, 1990 |
| 60 m horden | 1985, 1987 |
| verspringen | 1989, 1990 |

## Persoonlijke records
Outdoor
| Onderdeel   | Prestatie      | Datum        | Plaats    |
| ----------- | -------------- | ------------ | --------- |
| 100 m       | 10,51 s        | 6 juni 1990  | Kerkrade  |
| 200 m       | 21,37 s        | 20 mei 1990  | Haarlem   |
| verspringen | 8,19 m (ex-NR) | 17 juli 1988 | Groningen |

Indoor
| Onderdeel   | Prestatie      | Datum            | Plaats   |
| ----------- | -------------- | ---------------- | -------- |
| 50 m        | 5,96 s         | 24 januari 1987  | Zwolle   |
| 60 m        | 6,71 s (ex-NR) | 18 februari 1990 | Den Haag |
| 200 m       | 21,70 s        | 4 februari 1990  | Gent     |
| 60 m horden | 7,87 s (ex-NR) | 7 februari 1987  | Den Haag |
| verspringen | 8,23 m (NR)    | 5 februari 1989  | Den Haag |

## Palmares

### 60 m
- 1987:  NK indoor - 6,92 s
- 1988:  NK indoor - 6,94 s
- 1990:  NK indoor - 6,71 s
- 1991:  NK indoor - 6,92 s

### 60 m horden
- 1984:  NK indoor - 8,17 s
- 1985:  NK indoor - 8,08 s
- 1987:  NK indoor - 8,09 s

### 100 m
- 1989:  NK - 10,59 s
- 1989:  Europacup in Dublin - 10,62 s

### verspringen
- 1984:  NK - 7,84 m
- 1985: 5e WK indoor - 7,78 m
- 1985:  NK - 7,97 m
- 1985:  EJK - 7,79 m
- 1985: 4e Memorial Van Damme - 7,42 m
- 1986:  NK - 7,98 m
- 1987:  NK - 8,19 m (+2,29 m/s)
- 1988:  NK indoor - 6,94 m
- 1988:  NK - 8,19 m (-0,4 m/s)(NR)
- 1988: 11e OS - 7,71 m (in kwal. 8,02 m)
- 1989:  NK indoor - 8,23 m (NR)
- 1989:  EK indoor - 8,14 m
- 1990:  NK indoor - 8,01 m
- 1990:  EK indoor - 8,08 m
- 1991:  NK - 7,70 m
- 1992:  NK indoor - 7,84 m
- 1993:  NK indoor - 7,85 m
- 1995:  NK indoor - 7,75 m

## Onderscheidingen
- KNAU jeugdatleet van het jaar (Albert Spree-Beker) - 1984, 1985
- KNAU-atleet van het jaar - 1989